# Cubert Farnsworth
Cubert Farnsworth is een personage uit de animatieserie Futurama. Zijn stem wordt gedaan door Kath Soucie.
Cubert is een kloon van Hubert J. Farnsworth, en in vrijwel elk opzicht een jonge versie van zijn vader/schepper. Alleen zijn neus is duidelijk anders daar deze verbogen is tegen de rand van zijn kloonbuis (omdat Farnsworth hem daar te lang in liet zitten). Verder heeft Cubert dezelfde haarstijl als zijn voorouder Fry.

## Onthulling
Cubert werd onthuld aan de Planet Express crew in 3001. De professor wilde dat Cubert zijn erfgenaam en opvolger zou worden. In het begin dacht Cubert dat de professor gek was, en zijn crew incompetent. Later besefte hij dankzij een droom dat niets onmogelijk is, en redde hij de crew van de robots van de Near Death Star.

## Personage
Cubert is arrogant en erg onbeleefd tegen de leden van Planet Express. Derhalve is hij ook niet bepaald geliefd bij de crew. Hij vertoont ook veel typisch kinderlijk gedrag zoals dingen imiteren die hij in zijn favoriete tv-programma ziet. Cubert mist mogelijk een teen, en volgens Bender plast hij in bed.
Cubert werd later bevriend met Hermes’ zoon Dwight daar ze samen op dezelfde school zitten. Cubert is op zijn school echter niet geliefd bij de andere kinderen, wat wel bleek toen geen enkele gast de uitnodiging voor zijn verjaardagsfeest accepteerde. Pas nadat hij een inbraak had gepleegd steeg zijn score op de Cool-O-Meter.
In de aflevering The Route of All Evil begonnen Cubert en Dwight met een plan om Planet Express over te nemen voor hun eigen koeriersdienst - Awesome Express. Dwight ontdekte dat de professor zichzelf dood had laten verklaren om de belastingen te ontduiken, waardoor Cubert het gebouw kon opeisen middels zijn erfrecht. Na een tijdje ontdekten de jongens dat het grote koerierswerk niks voor hen was, en lieten hun ouders alles weer regelen.

## Culturele referenties
Cubert is een parodie op Wesley Crusher. Zijn naam is overgenomen uit het populaire arcadespel Q*Bert.